# Reagrupament Grec
Reagrupament Grec (grec Ελληνικός Συναγερμός, Ellinikos Synagermos, ES), fou un partit polític grec fundat el 6 d'agost de 1951 pel general Aléxandros Papagos, que va agrupar un electoral d'espectre ampli de la dreta conservadora i monàrquica i que tenia com a model el partit de Charles de Gaulle Reagrupament del Poble Francès (RPF).
La creació del partit reflecteix els interessos dels Estats Units, que creien que així ajudaven a netejar la imatge de la dreta grega i fer-la atractiva als votants centristes. Amb els anys, la dreta grega, representada pel Partit Popular, s'havia dividit.
El nou partit de Papagos aconseguí atraure un suport considerable, i el Partit Populista Unitari (liderat per Panagiotis Kanel·lópulos i Stéfanos Stefanópulos) i el Nou Partit (dirigit per Spiros Markezinis) es van dissoldre per a unir-se al Reagrupament Grec.
La popularitat de Papagos, que va restablir l'autonomia dels militars grecs durant el seu mandat com a comandant seu, va permetre al partit eclipsar ràpidament als populistes. A les eleccions legislatives gregues de 1951 va obtenir 114 escons al Parlament Hel·lènic (el 36,5% dels vots), en comparació amb els dos escons del Partit Popular. A les eleccions legislatives gregues de 1952 va obtenir 247 dels 300 escons al Parlament Hel·lènic, èxit atribuït en part al canvi en el sistema electoral. Així el partit es va acabar a la mort del seu líder l'octubre de 1956. El seu successor, Konstandinos Karamanlís, rellançà el partit com a Unió Nacional Radical.

## Resultats electorals

### Eleccions legislatives
| Any  | Líder              | Vots    | %      | Escons    | Govern   |
| ---- | ------------------ | ------- | ------ | --------- | -------- |
| 1951 | Alexandros Papagos | 624.316 | 36,53% | 114 / 258 | Oposició |
| 1952 | Alexandros Papagos | 783.451 | 49,22% | 247 / 300 | Majoria  |